# The Astral Sleep
The Astral Sleep è il secondo album della band death/gothic metal Tiamat uscito nel 1991.

## Tracce
1. Neo Aeon (Intro) – 2:09
2. Lady Temptress – 3:44
3. Mountain of Doom – 4:36
4. Dead Boys' Choir – 1:53
5. Sumerian Cry (Part III) – 5:15
6. On Golden Wings – 4:59
7. Ancient Entity – 6:15
8. The Southernmost Voyage – 3:12
9. Angels Far Beyond – 4:41
10. I Am the King (Of Dreams) – 4:33
11. A Winter Shadows – 5:24
12. The Seal (Outro) – 1:52
13. A Winter Shadow – 5:25
14. Ancient Entity – 5:54

## Formazione

### Gruppo
- Johan Edlund - voce, chitarra
- Thomas Petersson - chitarra
- Jörgen Thullberg - basso
- Niklas Ekstrand - batteria

### Altri musicisti
- Waldemar Sorychta - chitarra in "Ancient Entity"
- Jonas Malmsten - tastiere